# Municipio de Salem (condado de Carroll)
El municipio de Salem (en inglés: Salem Township) es un municipio ubicado en el condado de Carroll en el estado estadounidense de Illinois. En el año 2010 tenía una población de 348 habitantes y una densidad poblacional de 3,78 personas por km².

## Geografía
El municipio de Salem se encuentra ubicado en las coordenadas 42°4′15″N 89°55′27″O / 42.07083, -89.92417. Según la Oficina del Censo de los Estados Unidos, el municipio tiene una superficie total de 92.12 km², de la cual 92,09 km² corresponden a tierra firme y (0,04 %) 0,04 km² es agua.

## Demografía
Según el censo de 2010, había 348 personas residiendo en el municipio de Salem. La densidad de población era de 3,78 hab./km². De los 348 habitantes, el municipio de Salem estaba compuesto por el 98,28 % blancos, el 1,72 % eran asiáticos. Del total de la población el 0,86 % eran hispanos o latinos de cualquier raza.